# Reforma econômica da Coreia do Norte
A reforma econômica da Coreia do Norte refere-se ao programa de reforma e reestruturação da economia da Coreia do Norte. As reformas econômicas têm aumentado nos últimos anos, principalmente depois que Kim Jong-un chegou ao poder em 2012.

## História
As reformas econômicas na Coreia do Norte têm suas raízes na década de 1970, quando agências governamentais, governos provinciais e unidades militares norte-coreanas receberam autorização não oficial para estabelecer suas próprias empresas. O número dessas empresas aumentou dramaticamente desde os anos 2000.

## Impacto econômico
Estima-se que o crescimento económico da Coreia do Norte sob a liderança de Kim Jong-un varie entre 1% e 5%. O especialista da Coreia do Norte Andrei Lankov afirmou que a taxa de crescimento real da Coreia do Norte é de 3-4%.

## Encorajamento estrangeiro
As reformas econômicas na Coreia do Norte têm sido encorajadas pela China. Ao visitar Pyongyang em junho de 2019, o líder supremo chinês Xi Jinping afirmou que Kim Jong-un "iniciou uma nova linha estratégica de desenvolvimento econômico e de melhoria das condições de vida das pessoas, elevando a construção socialista no país a uma nova maré alta".